# CERH Champions League 1997-1998
La CERH Champions League 1997-1998 è stata la 33ª edizione della massima competizione europea di hockey su pista riservata alle squadre di club, la 2ª con tale denominazione. Il torneo ha avuto inizio il 10 gennaio e si è concluso il 7 giugno 1998.
Il titolo è stato conquistato dall'Igualada per la quinta volta nella sua storia.

## Squadre partecipanti
| Nazione     | Club             | Città               | Qualificazione                                                  |
| ----------- | ---------------- | ------------------- | --------------------------------------------------------------- |
| Francia     | La Vendéenne     | La Roche-sur-Yon    | 3º in Nationale 1 1996-1997                                     |
| Francia     | Quévert          | Quévert             | 1º in Nationale 1 1996-1997, campione di Francia                |
| Francia     | Vaulx-en-Velin   | Vaulx-en-Velin      | 2º in Nationale 1 1996-1997                                     |
| Inghilterra | Herne Bay United | Herne Bay           | 1º in Roller Hockey Premier League 1997, campione d'Inghilterra |
| Italia      | Amatori Vercelli | Vercelli            | 2º in Serie A1 1996-1997                                        |
| Italia      | Novara           | Novara              | 1º in Serie A1 1996-1997, campione d'Italia                     |
| Italia      | Roller Salerno   | Salerno             | 3º in Serie A1 1996-1997                                        |
| Portogallo  | Barcelos         | Barcelos            | 2º in Divisão 1996-1997                                         |
| Portogallo  | Benfica          | Lisbona             | 1º in Divisão 1996-1997, campione del Portogallo                |
| Portogallo  | Oliveirense      | Oliveira de Azeméis | 3º in Divisão 1996-1997                                         |
| Portogallo  | Porto            | Porto               | 4º in Divisão 1996-1997                                         |
| Spagna      | Barcellona       | Barcellona          | Campione d'Europa in carica e 3º in División de Honor           |
| Spagna      | Igualada         | Igualada            | 1º in División de Honor 1996-1997, campione di Spagna           |
| Spagna      | Liceo La Coruña  | La Coruña           | 6º in División de Honor                                         |
| Spagna      | Vic              | Vic                 | 2º in División de Honor                                         |
| Svizzera    | Ginevra          | Ginevra             | 1º in Lega Nazionale A 1997, campione di Svizzera               |
| Svizzera    | Uttigen          | Uttigen             | 2º in Lega Nazionale A 1997                                     |

## Risultati

### Primo turno
| Squadra 1 | Totale | Squadra 2      | Andata | Ritorno |
| --------- | ------ | -------------- | ------ | ------- |
| Benfica   | 17 - 6 | Vaulx-en-Velin | 10 - 2 | 7 - 4   |

### Ottavi di finale
| Squadra 1        | Totale          | Squadra 2      | Andata | Ritorno |
| ---------------- | --------------- | -------------- | ------ | ------- |
| Amatori Vercelli | 10 - 2          | Ginevra        | 7 - 0  | 3 - 2   |
| Barcelos         | 9 - 7           | Roller Salerno | 5 - 1  | 4 - 6   |
| Herne Bay United | 5 - 11          | La Vendéenne   | 2 - 3  | 3 - 8   |
| Igualada         | 13 - 1          | Quévert        | 9 - 1  | 4 - 0   |
| Liceo La Coruña  | 4 - 4 (2-0 dtr) | Benfica        | 2 - 2  | 2 - 2   |
| Novara           | 5 - 4           | Vic            | 3 - 2  | 2 - 2   |
| Oliveirense      | 4 - 14          | Barcellona     | 2 - 5  | 2 - 9   |
| Uttigen          | 7 - 28          | Porto          | 3 - 7  | 4 - 21  |

### Fase a gironi

#### Girone A
| Squadra      | Pt | G | V | N | P | GF | GS | DG  |
| ------------ | -- | - | - | - | - | -- | -- | --- |
| Novara       | 11 | 6 | 5 | 1 | 0 | 47 | 15 | +32 |
| Igualada     | 7  | 6 | 3 | 1 | 2 | 41 | 14 | +27 |
| Barcelos     | 6  | 6 | 2 | 2 | 2 | 32 | 29 | +3  |
| La Vendéenne | 0  | 6 | 0 | 0 | 6 | 13 | 75 | -62 |

| Prima giornata   |      |              |
| Igualada         | 11–0 | La Vendéenne |
| Novara           | 5–3  | Barcelos     |
| Seconda giornata |      |              |
| Igualada         | 10–3 | Barcelos     |
| La Vendéenne     | 1–9  | Novara       |
| Terza giornata   |      |              |
| Igualada         | 5–6  | Novara       |
| La Vendéenne     | 1–3  | Barcelos     |
| Quarta giornata  |      |              |
| Barcelos         | 3–3  | Novara       |
| La Vendéenne     | 1–12 | Igualada     |
| Quinta giornata  |      |              |
| Barcelos         | 1–1  | Igualada     |
| Novara           | 21–1 | La Vendéenne |
| Sesta giornata   |      |              |
| Barcelos         | 19–9 | La Vendéenne |
| Novara           | 3–2  | Igualada     |

#### Girone B
| Squadra          | Pt | G | V | N | P | GF | GS | DG  |
| ---------------- | -- | - | - | - | - | -- | -- | --- |
| Barcellona       | 11 | 6 | 5 | 1 | 0 | 29 | 18 | +11 |
| Amatori Vercelli | 7  | 6 | 3 | 1 | 2 | 21 | 22 | -1  |
| Porto            | 4  | 6 | 1 | 2 | 3 | 20 | 27 | -7  |
| Liceo La Coruña  | 2  | 6 | 1 | 0 | 5 | 15 | 18 | -3  |

| Prima giornata   |     |                  |
| Barcellona       | 3–3 | Porto            |
| Liceo La Coruña  | 2–3 | Amatori Vercelli |
| Seconda giornata |     |                  |
| Amatori Vercelli | 6–3 | Porto            |
| Liceo La Coruña  | 3–4 | Barcellona       |
| Terza giornata   |     |                  |
| Amatori Vercelli | 3–4 | Barcellona       |
| Porto            | 3–2 | Liceo La Coruña  |
| Quarta giornata  |     |                  |
| Amatori Vercelli | 3–1 | Liceo La Coruña  |
| Porto            | 5–7 | Barcellona       |
| Quinta giornata  |     |                  |
| Barcellona       | 4–3 | Liceo La Coruña  |
| Porto            | 5–5 | Amatori Vercelli |
| Sesta giornata   |     |                  |
| Barcellona       | 7–1 | Amatori Vercelli |
| Liceo La Coruña  | 4–1 | Porto            |

### Final four
Le Final Four della manifestazione si sono disputate a Vercelli dal 6 al 7 giugno 1998.

#### Tabellone
|  | Semifinali       | Semifinali       | Semifinali |          |                  | Finale             | Finale             | Finale             |  |
|  |                  |                  |            |          |                  |                    |                    |                    |  |
|  | Novara           | Novara           | 3          |          |                  |                    |                    |                    |  |
|  | Novara           | Novara           | 3          |          |                  |                    |                    |                    |  |
|  | Amatori Vercelli | Amatori Vercelli | 4          |          |                  |                    |                    |                    |  |
|  | Amatori Vercelli | Amatori Vercelli | 4          |          | Amatori Vercelli | Amatori Vercelli   | 1                  |                    |  |
|  |                  |                  |            |          | Amatori Vercelli | Amatori Vercelli   | 1                  |                    |  |
|  |                  |                  | Igualada   | Igualada | 8                |                    |                    |                    |  |
|  | Barcellona       | Barcellona       | Igualada   | Igualada | 8                | 1                  |                    |                    |  |
|  | Barcellona       | Barcellona       |            |          |                  | 1                  |                    |                    |  |
|  | Igualada         | Igualada         | 8          |          |                  | Finale 3º/4º posto | Finale 3º/4º posto | Finale 3º/4º posto |  |
|  | Igualada         | Igualada         | 8          |          |                  |                    |                    |                    |  |
|  |                  |                  |            |          |                  |                    |                    |                    |  |
|  |                  |                  |            |          |                  | Novara             | Novara             | 3                  |  |
|  |                  |                  |            |          |                  | Novara             | Novara             | 3                  |  |
|  |                  |                  |            |          |                  | Barcellona         | Barcellona         | 5                  |  |

#### Semifinali
| Vercelli 6 giugno 1998 | Novara | 3 – 4 | Amatori Vercelli | PalaPregnolato |

| Vercelli 6 giugno 1998 | Barcellona | 1 – 8 | Igualada | PalaPregnolato |

#### Finale 3º / 4º posto
| Vercelli 7 giugno 1998 | Novara | 3 – 5 | Barcellona | PalaPregnolato |

#### Finale 1º / 2º posto
| Vercelli 7 giugno 1998 | Amatori Vercelli | 1 – 8 | Igualada | PalaPregnolato |